# Аверин, Всеволод Григорьевич
Всеволод Григорьевич Аве́рин (8 [20] февраля 1889, Чепель, Харьковская губерния — 3 сентября 1946, Харьков) — украинский советский художник-график, книжный иллюстратор.

## Биография
Родился в семье мелкого помещика. Брат — Виктор Аверин, учёный-зоолог.
В 1914 году окончил Харьковское художественное училище, где учился под руководством А. Любимова, М. Фёдорова, М. Пестрикова, позже обучался в студиях Е. Штейнберга и К. Киша (Харьков). Работал в области книжной и станковой графики как анималист, преимущественно в технике литографии.
Член объединения «Художественный цех» (1918—1919), член Ассоциации художников Красной Украины (1926—1927). Член Союза художников Украины (с 1938).
С 1927 года — участник областных, с 1930 — республиканских, всесоюзных и зарубежных выставок. Персональные выставки — 1936, 1937, 1949, 1992, 1999.

## Творчество
Мастер реалистического направления в живописи, представитель харьковской художественной школы.
Один из лучших украинских художников-анималистов 1-й половины XX века, использовавший в рисунке методы авангарда.
Работал в области книжной и станковой графики как анималист, преимущественно, в технике литографии, а также в жанрах портрета и пейзажа.
Автор многих анатомических рисунков.
В станковой графике интересовался типичными чертами животных и возможностями графической техники, отдельные эстампы созданы им на историческую тематику.
Автор иллюстраций к «Атласу анатомии человека» академика В. П. Воробьёва (т. 1-5, 1938—1942), романа М. Твена «Янки из Коннектикута при дворе короля Артура» (1926), рассказов Л. Толстого (1936), И. Франко (1937), М. Горького, Л. Квитко (1936—1939), народных сказок («Колобок», «Репка» (1936).
Оформил десятки детских книг, отличающихся изысканностью рисунков и гармоничностью книжного дизайна (иллюстраций к альбому «Звери зоосада», 1929, «Куницы» (литография)). В некоторых случаях выступал автором текстов.
Создал портреты Николая Чернышевского, Николая Добролюбова, Николая Некрасова (все — офорты, сухая игла, 1929), А. С. Пушкина (1937), Т. Г. Шевченко и других.
Он также автор серии пейзажей — «По Осетии» (1931), «Крым» (акварель, 1933), плакат «Беспощадно уничтожай убийц наших детей» (1941).
Его наследие, в целом, насчитывает около 300 обложек, 3000 иллюстраций, 90 плакатов.
Произведения В. Аверина хранятся в Национальном художественном музее Украины, Харьковском художественном музее, Балаклейском краеведческом музее (Харьковская область) и других музеях Украины, Государственной Третьяковской галерее (Москва), Государственном Русском музее (Санкт-Петербург), Государственном музее искусств Казахстана им. А. Кастеева (Алматы), в персональных коллекциях.

## Избранные работы
- оригинальная графика — «Тигрица»,
- альбом «Звери зоосада» (обе — 1929),
- серия «Олени у ясел» (1933), «Телята», «Атлет, бугай…» (обе — 1936), «Рыбы» (1938),
- серии пейзажей — «По Осетии» (1931), «Крым» (1933);
- эстампы «Бой оленей», «Куницы» (оба — 1936), «Мать» (1940), «Жучка» (1941), «Т. Г. Шевченко среди русских революционеров-демократов» (1939).